# NOSZ-díj
A NOSZ-díj (oroszul: премия „НОС”, Новая словесность) Gogol születésének 200. évfordulóján, 2009-ben alapított, évente adományozott orosz irodalmi díj. Alapítója, finanszírozója és a díj odaítéléséhez kapcsolódó eseménysorozat szervezője a Mihail Prohorov Alapítvány. Célja az orosz nyelvű kortárs irodalom újszerű irányainak támogatása.

## Elnevezése
A díj orosz nevének kettős értelme van. A „НОС” – a Новая словесность ('új irodalom') kifejezés kezdőbetűiből alkotott orosz betűszó. A нос szótári jelentése 'orr', vagyis a díj elnevezéséhez az alapítók Gogol egyik legismertebb novellája, Az orr címét vették kölcsön.

## Odaítélése
A díj célja, hogy ráirányítsa a figyelmet a kortárs orosz irodalom új irányzataira és támogatást nyújtson kiemelkedő alkotóinak. A döntősök és a győztes kiválasztása a zsűri és a szakértők nyilvános vitájának keretében zajlik. A megbeszéléseket lehetőség szerint az interneten közvetítik.
A díjra jelölhetők orosz nyelven írt eredeti prózai szövegek, melyek akár könyvként, akár nyomtatott folyóiratban vagy elektronikus médiában először (első kiadásban) jelentek meg. Önálló műveken kívül elbeszélés- és esszégyűjtemények (kötetek) is nevezhetők. Minden évben az előző naptári év június 1. és a folyó év július 31. között megjelent művekkel lehet pályázni. Könyvkiadók, tömegtájékoztatási eszközök, alkotói egyesülések és irodalmi ügynökségek nevezését fogadják el. Egy jelölő legfeljebb 3 mű jelölésére jogosult.
A díjjal kapcsolatos teendőket az egész évben működő szervezőbizottság végzi, mely a zsűri munkafeltételeit is biztosítja. Az 5 tagú zsűri feladata a 6–10 műből álló rövid lista (short-list) összeállítása, majd a következő lépcsőben a győztes mű kiválasztása nyilvános vita keretében, a kiválasztási kritériumok indoklásával. A zsűrin kívül egy 3 fős szakértői team is közreműködik a folyamatban. Egy 10–15 főből álló kritikusi gárda saját véleménye alapján választja ki a kritikusok díja nyertes alkotását.
A díjjal járó pénzösszeg az egyes kategóriákban:
- A nyertes alkotás – 700 000 rubel
- A rövid lista alkotásai (fejenként) – 40 000 rubel
- A közönség díja – 200 000 rubel
- A kritikusok díja – 200 000 rubel
- A regionális változat nyertese – 200 000 rubel

## Regionális változata
A díj regionális változatát 2018-ban hozták létre. Az eseménysorozatot két évig a Nyizsnyij Novgorod-i „Arzenál” művészeti központtal közösen rendezték meg. A következő egy-két szezon (2021-től) helyszíne Jekatyerinburgban a Jelcin Center. A regionális változat lényege, hogy a nevezett alkotások közül helyi szakemberekből álló zsűri választja ki ennek a változatnak a döntőseit (a rövid listát), majd választja meg a NOSZ regionális változat nyertes alkotását.